# Ismail Elfath
Ismail Elfath (Casablanca, 3 maart 1982) is een Amerikaans-Marokkaans voetbalscheidsrechter. Hij is in dienst van FIFA en CONCACAF sinds 2016. Ook leidt hij sinds 2012 wedstrijden in de Major League Soccer.
Op 20 mei 2012 leidde Elfath zijn eerste wedstrijd in de Amerikaanse nationale competitie. Tijdens het duel tussen Montreal Impact en New York Red Bulls (1–2) trok de leidsman driemaal de gele kaart, waarvan twee voor dezelfde speler. In internationaal verband debuteerde hij op 15 september 2016 tijdens een wedstrijd tussen Árabe Unido en Monterrey in de CONCACAF Champions League; het eindigde in 2–1 en Elfath gaf negen gele kaarten. Op 22 januari 2017 leidde de Amerikaan zijn eerste interland, toen Bermuda met 2–4 verloor van Canada. Tijdens dit duel hield de leidsman zijn kaarten op zak.
In mei 2022 werd hij gekozen als een van de scheidsrechters die actief zouden zijn op het WK 2022 in Qatar.

## Interlands
| Datum             | Plaats                            | Wedstrijd                         | Uitslag            | Competitie                 | Kreeg geel | Kreeg voor de tweede keer geel en dus rood | Weggestuurd |
| ----------------- | --------------------------------- | --------------------------------- | ------------------ | -------------------------- | ---------- | ------------------------------------------ | ----------- |
| 22 januari 2017   | Hamilton, Bermuda                 | Bermuda – Canada                  | 2 – 4              | Vriendschappelijk          | 0          | 0                                          | 0           |
| 24 maart 2018     | Arlington, Verenigde Staten       | Peru – Kroatië                    | 2 – 0              | Vriendschappelijk          | 4          | 1                                          | 0           |
| 8 september 2018  | Houston, Verenigde Staten         | Mexico – Uruguay                  | 1 – 4              | Vriendschappelijk          | 2          | 0                                          | 0           |
| 12 september 2018 | East Rutherford, Verenigde Staten | Colombia – Argentinië             | 0 – 0              | Vriendschappelijk          | 7          | 0                                          | 0           |
| 17 oktober 2018   | Harrison, Verenigde Staten        | Colombia – Costa Rica             | 3 – 1              | Vriendschappelijk          | 4          | 0                                          | 0           |
| 25 juni 2019      | Harrison, Verenigde Staten        | Haïti – Costa Rica                | 2 – 1              | Gold Cup 2019              | 3          | 0                                          | 0           |
| 7 september 2019  | Miami Gardens, Verenigde Staten   | Colombia – Brazilië               | 2 – 2              | Vriendschappelijk          | 1          | 0                                          | 0           |
| 28 maart 2021     | Bradenton, Verenigde Staten       | Aruba – Suriname                  | 0 – 6              | WK 2022 kwalificatie       | 3          | 0                                          | 0           |
| 6 juli 2021       | Fort Lauderdale, Verenigde Staten | Trinidad en Tobago – Frans-Guyana | 0 – 0 (8 – 7 n.s.) | Gold Cup 2021 kwalificatie | 5          | 0                                          | 0           |
| 13 juli 2021      | Orlando, Verenigde Staten         | Costa Rica – Guatemala            | 3 – 1              | Gold Cup 2021              | 6          | 0                                          | 1           |
| 6 september 2021  | San José, Costa Rica              | Costa Rica – Mexico               | 0 – 1              | WK 2022 kwalificatie       | 7          | 0                                          | 0           |
| 11 oktober 2021   | Mexico-Stad, Mexico               | Mexico – Honduras                 | 3 – 0              | WK 2022 kwalificatie       | 3          | 0                                          | 1           |
| 13 november 2021  | Edmonton, Canada                  | Panama – Costa Rica               | 1 – 0              | WK 2022 kwalificatie       | 4          | 0                                          | 0           |
| 28 januari 2022   | San José, Costa Rica              | Costa Rica – Panama               | 1 – 0              | WK 2022 kwalificatie       | 0          | 0                                          | 0           |
| 25 maart 2022     | Panama-Stad, Panama               | Panama – Honduras                 | 1 – 1              | WK 2022 kwalificatie       | 5          | 0                                          | 0           |
| 27 september 2022 | Houston, Verenigde Staten         | Honduras – Guatemala              | 2 – 1              | Vriendschappelijk          | 5          | 0                                          | 0           |
| 24 november 2022  | Doha, Qatar                       | Portugal – Ghana                  | 3 – 2              | WK 2022                    | 6          | 0                                          | 0           |
| 2 december 2022   | Lusail, Qatar                     | Kameroen – Brazilië               | 1 – 0              | WK 2022                    | 6          | 1                                          | 0           |
| 5 december 2022   | Doha, Qatar                       | Japan – Kroatië                   | 1 – 1 (1 – 3 n.s.) | WK 2022                    | 2          | 0                                          | 0           |
| 27 maart 2023     | Mexico-Stad, Mexico               | Mexico – Jamaica                  | 2 – 2              | Nations League 2022/23     | 1          | 0                                          | 0           |
| 13 oktober 2023   | Willemstad, Curaçao               | Curaçao – Panama                  | 1 – 2              | Nations League 2023/24     | 3          | 0                                          | 0           |
| 24 maart 2024     | Frisco, Verenigde Staten          | Costa Rica – Honduras             | 3 – 1              | Nations League 2023/24     | 2          | 0                                          | 0           |
| 6 juni 2024       | Bridgetown, Barbados              | Haïti – Saint Lucia               | 2 – 1              | WK 2026 kwalificatie       | 4          | 0                                          | 0           |
| 23 juni 2024      | Houston, Verenigde Staten         | Mexico – Jamaica                  | 1 – 0              | Copa América 2024          | 0          | 0                                          | 0           |

Laatst bijgewerkt op 27 november 2024.